# The Frogs (gruppo musicale)
The Frogs è un gruppo musicale statunitense fondata nel 1980. Il gruppo divenne noto, oltre per il sostegno ricevuto da Nirvana, Pearl Jam e Smashing Pumpkins al loro secondo album, It's Only Right and Natural, anche per l'ironia dei testi che prendeva di mira gli stereotipi omosessuali e razziali, fingendo di essere parte delle minoranze di cui cantavano.

## Storia
Venne formato a Milwaukee in Wisconsin dai fratelli Jimmy e Dennis Flemion nel 1980. Nel 1983 si aggiunse il bassista Jay Tiller; il gruppo si esibì nei locali sviluppando presto un ampio seguito. Nel 1988 i Frogs, ardenti home-taper, autoprodussero il loro primo album, in quantità limitata.
I fratelli Flemion erano gli unici membri costanti del gruppo al quale presero parte altri musicisti come Damian Strigens, Brian “Beezer” Hill e Jay Tiller che in diversi periodi parteciparono al gruppo come bassisti. Il gruppo si esibì in club underground della città come The Starship. Il primo album autoprodotto, The Frogs, risale al 1988. Lo stesso anno Brian Hill si unì al gruppo come bassista. Le registrazioni casalinghe vennero notate da Gerard Cosloy, allora a capo dell'etichetta Homestead e nel 1989 firmarono un contratto e venne pubblicato l'album, It's Only Right and Natural. Lo stesso anno produssero un nuovo album, intitolato Racially Yours, con canzoni pseudo-razziste, ma l'etichetta non volle pubblicarlo (rimase inedito fino al 2000) e anche il progetto di un album dal vivo venne poi accantonato. Grazie al fatto che gli Smashing Pumpkins stavano registrando il loro primo album nello studio dove lavorava Butch Vig, questi gli fece conoscere il gruppo portandoli a un loro concerto e Billy Corgan gli propose di suonare come band di supporto ai loro concerti, cosa che i Frogs fecero diverse volte negli anni successivi. A sua volta lo stesso Corgan si esibì diverse volte con i Frogs nel corso degli anni, comprese le loro apparizioni al Lollapalooza.
Nel 1992 Tiller lasciò il gruppo e venne sostituito da Damian Strigens, anche se nel frattempo ci furono diversi sostituti come Eddie Roeser degli Urge Overkill e Kelley Deal dei The Breeders. I Frogs grazie a Cosloy firmarono con la Matador Records, pubblicando un singolo nel 1994.
Il gruppo entrò in contatto anche con i Pearl Jam il quale frontman, Eddie Vedder, apparve molte volte con il gruppo; i Frogs pubblicarono anche un singolo split con i Pearl Jam registrando una cover del brano Rearviewmirror dei Pearl Jam pubblicata nel lato B del singolo Immortality del 1995; il gruppo prese parte anche ai concerti dei Pearl Jam. Nel 1996 pubblicarono un nuovo album, My Daughter the Broad, e nel 1997 un EP, Starjob, prodotto da Billy Corgan; più tardi parteciparono al singolo “Tonight, Tonight” degli Smashing Pumpkins oltre a contribuire con la loro versione del brani Vacation all'album tributo “Unsealed” dei Go-Gos.
Quello che doveva essere il terzo album, Racially Yours, nonostante fosse stato registrato nel 1993, venne pubblicato nel 2000. Dopo alcuni singoli (Now You Know You're Black e Here Comes Santa's Pussy), pubblicano con la Matador Records l'album My Daughter the Broad; sempre nel 2000 pubblicarono Bananimals seguito nel 2001 da Hopscotch Lollipop Sunday Surprise.
Dennis Flemion è annegato in un incidente in barca il 7 luglio 2012 mentre era in vacanza con sua moglie.
Nel 2020 venne pubblicato un album di inediti registrati nel 1986, intitolato 1st, che raccoglie il materiale scritto dal 1982 al 1985 e registrato per un album che avrebbe dovuto intitolarsi "1st" o "Pat's Session" che doveva essere la prima pubblicazione dei fratelli Flemion; nel 1985 la Twin/Tone Records di Minneapolis vide una esibizione dal vivo e propose al gruppo di realizzare un album. Le registrazioni furono eseguite al Nexus Recording Studio di Waukesha, Wisconsin. e vennero prodotti 12 canzoni registrate dal vivo in una notte, alla prima ripresa, senza sovraincisioni; Dennis Flemion però decise di non pubblicarlo a causa della sovrabbondanza di riverbero; nel 2018 Jimmy Flemion portò le registrazioni in uno studio di Portland, Oregon, dove furono rimasterizzate eliminando il riverbero in eccesso e poi l'album venne pubblicato dalla End of All Music Records che cercava un seguito alla ristampa per il 30º anniversario nel 2019 dell'album It's Only Right And Natural.

## Discografia

### Album in studio
- 1988 - The Frogs
- 1989 - It's Only Right and Natural
- 1993 - Racially Yours
- 1996 - My Daughter the Broad
- 1999 - Bananimals
- 2001 - Hopscotch Lollipop Sunday Surprise
- 2005 - Tape 2
- 2012 - Squirrel Bunny Jupiter Deluxe
- 2012 - Count Yer Blessingsz
- 2020 - 1st
- 2021 - Damaged Goods / Sinned in Reverse
- 2022 - Death Songs

### Singoli ed EP
- 1994 - Now You Know You're Black / Adam + Steve
- 1995 - Here Comes Santa's Pussy
- 1995 - Immortality
- 1996 - The Frogs / Wesley Willis
- 1997 - Starjob

## Formazione
- Jimmy Flemion: chitarra, dal 1978
- Dennis Flemion: batteria, 1978-2012
- Jay Tiller: basso, dal 1983 al 1992, dal 1998
- Brian Hill: basso, dal 1988, dal 1998
- Damian Strigens: basso, dal 1992 al 1998
- Eddie Roeser: basso, saltuariamente
- Kelley Deal: basso, saltuariamente
- Josh Silverman: basso, dal 1998 saltuariamente
- David Geschke: basso, dal 1998 saltuariamente
- John W. Busherl: basso, dal 1998 saltuariamente
- Ben Lee: basso, 2001
- Evan Dando: batteria, 2019